# Tétrarque
Un tétrarque — combinaison du préfixe numérique tétra- tiré du préfixe grec τετρα- (tetra-), dérivé de τέσσαρες (tessares) signifiant quatre, et d'archon ἄρχων, chef) — est au sens propre le dirigeant d'une des quatre parties d'un royaume (dans le cas de la Judée) ou d'un empire (dans le cas de l'Empire romain). Ce terme sera employé plus tard sans qu'il y ait réellement une division rigoureuse d'un territoire en quatre parties.

## Listes des tétrarques
- Tétrarchie de la succession d'Hérode Ier le Grand (Ier siècle av. J.-C. et Ier siècle) :
  - Salomé, sœur d'Hérode Ier le Grand, tétrarque des régions de Jamnia, Azot et Phasaélite ;
  - Hérode Antipas II, tétrarque de Galilée et de Pérée ;
  - Archélaos, tétrarque de Judée, de Samarie et d'Idumée, avec le titre d'ethnarque des Juifs ;
  - Philippe, tétrarque d'Iturée et de trachonitide selon l'évangile attribué à Luc ou tétrarque de Batanée, avec la Gaulanitide, la Trachonitide, et l'Auranitide qui était une partie du domaine de Zénodore d'après Flavius Josèphe ;
  - Lysanias II, tétrarque d'Abilène.

- Tétrarchie dioclétienne (IIIe et IVe siècles) :
  - Dioclétien, auguste d'Orient ;
  - Maximien Hercule, auguste d'Occident ;
  - Galère, césar, puis auguste d'Orient ;
  - Constance Chlore, césar, puis auguste d'Occident ;
  - Maximin Daïa, césar d'Orient ;
  - Sévère, césar d'Occident.